# Édgar Sosa
Édgar Rafael Sosa (New York, 15 gennaio 1988) è un cestista statunitense naturalizzato dominicano che gioca come playmaker e guardia.

## Carriera
Nella stagione 2010-11 milita nel massimo campionato italiano giocando per l'Angelico Biella.
Con la squadra piemontese fa un ottimo campionato risultando decisivo per la salvezza. Chiude la stagione realizzando 14 punti e 4,5 assist per incontro.
Nell'estate del 2011 firma un contratto annuale con la Sutor Montegranaro. Il 5 settembre 2011 nel corso dell'incontro tra Repubblica Dominicana e Panama valida per i FIBA Americas Championship 2011, subisce la frattura della tibia. Operato in giornata, resta fuori dai campi da gioco per sei mesi.
Il 7 luglio 2014 viene ingaggiato dalla Dinamo Sassari, contribuendo alla conquista del primo storico scudetto della formazione sarda con 11,9 punti in regular season e 10,8 nei play-off, con un utilizzo medio di poco più di 20 minuti a gara.
Il 19 ottobre 2015, dopo il training camp con gli Atlanta Hawks, firma con la squadra iraniana del Petrochimi Bandar Imam.
Il 16 aprile, dopo aver vinto il campionato iraniano, firma per gli israeliani dell'H. Gerusalemme.
L'11 agosto firma per la Juvecaserta, ma a metà marzo chiede e ottiene di lasciare la squadra, innescando una diatriba sui media contro la società campana che non lo avrebbe pagato. Pochi giorni dopo firma per i libanesi del Al-Riyadi Beirut.
Il 14 marzo 2018, Sosa torna in italia firmando per la Reyer Venezia.
L'8 giugno 2018, Sosa firma con il club francese del Gravelines Dunkerque.
Il 24 agosto 2019, Sosa è tornato in Israele per un secondo periodo, firmando con l'Hapoel Gilboa Galil per la stagione 2019-2020. Il 12 gennaio 2020, Sosa ha realizzato un massimo stagionale di 38 punti, con il 6 su 10 da tre punti, oltre a quattro rimbalzi e quattro assist, nella vittoria per 98-93 contro la sua ex squadra, l'H. Gerusalemme; venendo successivamente  nominato MVP del 15º turno della Ligat ha'Al.
Il 26 luglio 2020, ha firmato con il Boulazac Basket Dordogne, squadra che militava nella LNB Pro A.
Il 16 febbraio 2021, dopo aver lasciato la squadra francese, ha firmato con il Rasta Vechta della Basketball-Bundesliga, dove ha registrato una media di 16,5 punti, 3,4 assist e 2,0 rimbalzi a partita.
Il 2 settembre 2021, ha firmato con lo Zamalek della Egyptian Basketball Super League . Il 28 maggio 2022, è stato nominato nel primo quintetto ideale della Basketball Africa League per la stagione 2022, contribuendo al terzo posto dello Zamalek con una media di 18,5 punti a partita.
Il 18 settembre 2022, Sosa si è unito all'Al-Naft SC squadra impegnata nella Iraqi Basketball Premier League, contribuendo alla vittoria del titolo nazionale al termine della stagione 2022-2023.
Per la stagione 2023-2024 firma con la squadra dell'Arabia Saudita dell'Al-Fateh, prendendo parte alla  Saudi Basketball League.
Il 19 dicembre 2024 ha firmato, per la seconda volta nella sua carriera, con l'Al-Riyadi Beirut della Lebanese Basketball League
.

## Palmarès

### Titoli nazionali
- Campionato italiano: 1

Dinamo Sassari: 2014-15
- Coppa Italia: 1

Dinamo Sassari: 2015
- Supercoppa italiana: 1

Dinamo Sassari: 2014
- Iranian Basketball Super League: 1

Petrochimi Bandar Imam BC: 2015-16
- Lebanese Basketball League: 1

Al-Riyadi Beirut: 2016-17
- Iraqi Basketball Premier League: 1

Al-Naft: 2022-2023

### Titoli internazionali
- FIBA Europe Cup: 1

Reyer Venezia: 2017-18